# Laccophilus biai
Laccophilus biai är en skalbaggsart som beskrevs av Bilardo och Rocchi 1990. Laccophilus biai ingår i släktet Laccophilus och familjen dykare. Inga underarter finns listade i Catalogue of Life.